# Hideo Higashikokubaru
Hideo Higashikokubaru (東国原 英夫 Higashikokubaru Hideo?,  Miyakonojō, 16 de septiembre de 1957) es un actor y político japonés. Empezó a ser conocido gracias a su papel de comediante y actor con el nombre artístico de Sonamanma Higahsi en el famoso programa Takeshi's Castle.
Más tarde llegó al cargo de Gobernador de la Prefectura de Miyazaki desde 2007 hasta el 2011 , renunció a dicho cargo para unirse con Shintarō Ishihara con el objetivo de ser Gobernador de Tokio en elecciones de 2011, teniendo el lugar de segundo . Posteriormente fue elegido para la Cámara de Representantes en las elecciones generales de 2012 , pero abandonó dicho cargo en diciembre de 2013.

## Biografía
Higashikokubaru nació en Miyakonojō, en la prefectura de Miyazaki y estudió la Universidad de Senshu durante 4 años,  desde 1976 hasta 1980, donde se especializó en economía. Después de graduarse de Senshu, Higashikokubaru fue aprendiz de Takeshi Kitano y se convirtió en comediante en 1982.
Apareció en Takeshi's Castle, el programa nipón tuvo mucha fama , incluso en Estados Unidos lo nombraron como el show más extremo , donde Higashikokubaru fue apodado como "Kenny Blankenship" en la versión estadounidense.

## Polémicas
Higashikokubaru ha estado envuelto en una serie de incidentes como el ocurrido el 9 de diciembre de 1986], Higashi fue uno de los detenidos por el ataque con extintores en las oficinas de la revista Fridays. Debido al artículo que publicó dicha revista en contra de la imagen de Takeshi Kitano. Por ello todos los detenidos fueron sentenciados a seis meses de prisión y suspendidos por dos años.
Posteriormente, el 13 de octubre de 1998, un gerente de un burdel fue arrestado por emplear a niñas menores de edad. Un empleado de 16 años señaló a Higashi como uno de sus clientes. Esto hizo que fuese interrogado por la policía, aunque el alego que no sabía que había niñas menores de edad trabajando allí, por eso no fue acusado. También su mujer se disculpó en público en el nombre de él.
Más tarde, el 22 de noviembre de 1999, en una fiesta de fin de año celebrada para los empleados de la oficina de Takeshi Kitano, tuvo una pelea con otro hombre, al cual acabó propinándole una patada en la cabeza, hiriéndolo gravemente. Fue procesado por esto, y multado.
Higashikokubaru cambió su interés por la política a finales del siglo XX, dejando a un lado todos los escudándolos públicos en los que estuvo involucrado. Se matriculó en la Escuela de Letras, Artes y Ciencias II de la Universidad de Waseda en 2000, marzo de 2004 se graduó y después se matriculó como estudiante de política y economía en abril de 2004.

## Gobernador de Miyazaki
El 21 de enero de 2007, Higashi fue elegido gobernador de la prefectura de Miyazaki, en reemplazo del exgobernador Tadahiro Ando, debido a los múltiples fraudes en los que estaba envuelto que hizo que fuese arrestado y dejando así su cargo.
Además, tuvo decisiones importantes al frente del cargo de gobernador, como la de declarar el estado de emergencia en Miyazaki por un brote de fiebre en 2010. Poco después de ello decidió no presentarse a las elecciones , dejando así el cargo a principio de 2011.

## Carrera posterior
Tanto Higashikokubaru se presentó junto a Ishihara como candidatos de representación proporcional para el Partido de Restauración de Japón en las elecciones generales de diciembre de 2012 para la Cámara de Representantes.
Higashikokubaru renunció al JRP en diciembre de 2013 y afirmó que "la ideología política y las políticas del Partido de la Restauración de Japón, así como sus direcciones, han cambiado y ahora son muy diferentes a las mías".
Tras la renuncia del gobernador de Tokio, Naoki Inose, el 19 de diciembre, se rumoreó que Higashikokubaru sería un candidato potencial para la elección de gobernador en febrero de 2014. Pero él negó cualquier opción a que se presentase a las elecciones.

## Aficiones
Higashikokubaru tiene un hobby particular que es el de correr, por ello ha corrido maratones como del lago de Saroma de 100km en más de 12 horas en el verano de 1995,también el maratón de Okinawa y el de Gold Coast varias ocasiones. Además, participa en otros deportes como el balonmano.

## Filmografía

### Películas
- Shishiohtachi no natsu (1991)
- Getting Any? (1995)
- Shōjo (2001)
- Ultraman Saga (2012)

### Televisión
- Waratteru Baai desu yo! (1980)
- Oretachi Hyokinzoku (1981–1989)
- Owarai Star Tanjo (1983)
- Super Jocky (1983–1990)
- Takeshi's Castle (1986–1990)
- Darenimo ienai (1993)